# Toldstyrelsen
Toldstyrelsen er en dansk styrelse, der er en del af Skatteforvaltningen under Skatteministeriet. Skatteministeriets koncern består af et departementet og ni specialiserede styrelser, hvoraf syv af disse indgår i Skatteforvaltningen, som afløste det tidligere SKAT.
Toldstyrelsens opgave er at sikre enkel angivelse af korrekt told og effektiv forvaltning af EU’s regelsæt på toldområdet. Samtidig er det Toldstyrelsens ansvar at opretholde en stærk toldkontrol og at beskytte det danske samfund mod indførsel af illegale varer.
Toldstyrelsens tagline er "Vi understøtter smidig handel på tværs af grænser og sikrer en effektiv toldkontrol".